# مؤتمر موسكو الثامن للأمن 2019
مؤتمر موسكو الثامن للأمن (بالإنجليزية:The eighth annual Moscow Conference on International Security) ،  الذي يعد نسخة موازية لمؤتمر ميونخ للأمن.
استمرت فعالية المؤتمر في مدينة موسكو لثلاثة أيام (من 23 أبريل 2019 - إلى 25 أبريل 2019) بمشاركة وفود ووزراء دفاع من العديد من دول العالم،(بحضور أكثر من1000 مشارك من100دولة بما في ذلك وزراء دفاع أكثر من35بلدا..) وركز المؤتمر على تطورات وضع الشرق الأوسط خاصة آفاق دفع التسوية في سوريا، كما تناول آفاق إحلال الأمن والسلام في العالم.

## وصلات خارجية
- (قناة الجزيرة): انطلاق مؤتمر موسكو الثامن للأمن بمشاركة 100 دولة
- (قناة روسيا اليوم): انطلاق مؤتمر موسكو الثامن للأمن الدولي